# NGC 2529
NGC 2529 est une entrée du New General Catalogue qui concerne un corps céleste perdu, ou inexistant dans la constellation du Cancer. Cet objet a été enregistré par l'astronome français Guillaume Bigourdan le 29 janvier 1887.
La même nuit, Bigourdan a aussi enregistré la position de NGC 2531, un autre objet du catalogue NGC qui est considéré comme perdu ou inexistant. Pourtant, la base de données Simbad, ainsi que Wikisky et le programme Aladin, associent NGC 2529 et NGC 2531 à la galaxie spirale NGC 2530.